# 厚唇毛鼻鯰
厚唇毛鼻鯰，為輻鰭魚綱鯰形目毛鼻鯰科的其中一種。分布於南美洲巴西Minas Gerais地區的洞穴水域，體長可達8.3公分。

## 扩展阅读
維基物種上的相關：厚唇毛鼻鯰